# پینک (بابل)
پینک روستایی در دهستان خوش رود بخش بندپی غربی شهرستان بابل استان مازندران ایران است.

## جمعیت
بر پایه سرشماری عمومی نفوس و مسکن در سال ۱۳۹۵ جمعیت این مکان ۱۵۷ نفر (۵۴خانوار) بوده‌است.